# 1973年のオールスターゲーム (日本プロ野球)
1973年のオールスターゲームは、1973年7月に行われた日本プロ野球のオールスターゲーム。

## 概要
前年、8度目の日本一を達成した読売ジャイアンツ（巨人）の川上哲治監督が全セ（オールセントラル・リーグ）を率い、その巨人に日本シリーズ5連敗したパ・リーグの覇者・阪急ブレーブスの西本幸雄監督が全パ（オールパシフィック・リーグ）を率いた。
第1戦、4回に高田繁・王貞治・長嶋茂雄ら全セの巨人勢の猛攻で全セが逆転。それを投手陣が守りきり全セがまず1勝。第2戦、前試合で逆転を許した全パが今度こそはとばかりに虎の子の1点を守りきった。第3戦、勝ち越しを目論む全セ川上監督は惜しげもなく、毎回のように投手交代をさせたが、山崎裕之（ロッテ）がサヨナラ打を打った。
なお、本来第2戦の主管球団となるはずの近鉄は開催当時日生球場を本拠にしていたが、収容人員が2万人強と規定を満たしていなかったため、南海の本拠地・大阪球場で振り替えて開催の上、開催権も南海に譲渡した（1959年、1967年、1979年も同様）。

## 選出選手
| セントラル・リーグ | セントラル・リーグ | セントラル・リーグ | セントラル・リーグ | パシフィック・リーグ | パシフィック・リーグ | パシフィック・リーグ | パシフィック・リーグ |
| ------------------ | ------------------ | ------------------ | ------------------ | -------------------- | -------------------- | -------------------- | -------------------- |
| 監督               | 川上哲治           | 巨人               |                    | 監督                 | 西本幸雄             | 阪急                 |                      |
| コーチ             | 金田正泰           | 阪神               |                    | コーチ               | 岩本尭               | 近鉄                 |                      |
| コーチ             | 与那嶺要           | 中日               |                    | コーチ               | ブレイザー           | 南海                 |                      |
| 投手               | 堀内恒夫           | 巨人               | 7                  | 投手                 | 山内新一             | 南海                 | 初                   |
| 投手               | 高橋一三           | 巨人               | 4                  | 投手                 | 米田哲也             | 阪急                 | 14                   |
| 投手               | 上田二朗           | 阪神               | 2                  | 投手                 | 鈴木啓示             | 近鉄                 | 8                    |
| 投手               | 江夏豊             | 阪神               | 7                  | 投手                 | 太田幸司             | 近鉄                 | 4                    |
| 投手               | 渋谷幸春           | 中日               | 2                  | 投手                 | 江本孟紀             | 南海                 | 初                   |
| 投手               | 稲葉光雄           | 中日               | 2                  | 投手                 | 西岡三四郎           | 南海                 | 初                   |
| 投手               | 松岡弘             | ヤクルト           | 3                  | 投手                 | 木樽正明             | ロッテ               | 4                    |
| 投手               | 安田猛             | ヤクルト           | 初                 | 投手                 | 成田文男             | ロッテ               | 8                    |
| 投手               | 平松政次           | 大洋               | 5                  | 投手                 | 東尾修               | 太平洋               | 2                    |
| 投手               | 佐伯和司           | 広島               | 初                 | 投手                 | 加藤初               | 太平洋               | 2                    |
|                    |                    |                    |                    | 投手                 | 田中章▲              | 太平洋               | 初                   |
| 捕手               | 田淵幸一           | 阪神               | 5                  | 捕手                 | 野村克也             | 南海                 | 17                   |
| 捕手               | 木俣達彦           | 中日               | 3                  | 捕手                 | 加藤俊夫             | 日拓                 | 2                    |
| 捕手               | 伊藤勲             | 大洋               | 5                  | 捕手                 | 宮寺勝利             | 太平洋               | 2                    |
| 一塁手             | 王貞治             | 巨人               | 14                 | 一塁手               | 大杉勝男             | 日拓                 | 5                    |
| 二塁手             | 土井正三           | 巨人               | 4                  | 二塁手               | 山崎裕之             | ロッテ               | 4                    |
| 三塁手             | 長嶋茂雄           | 巨人               | 16                 | 三塁手               | 有藤通世             | ロッテ               | 4                    |
| 遊撃手             | 黒江透修           | 巨人               | 6                  | 遊撃手               | 千田啓介             | ロッテ               | 初                   |
| 内野手             | 藤田平             | 阪神               | 5                  | 内野手               | 大橋穣               | 阪急                 | 2                    |
| 内野手             | 高木守道           | 中日               | 3                  | 内野手               | 加藤秀司             | 阪急                 | 2                    |
| 内野手             | 谷沢健一           | 中日               | 4                  | 内野手               | 桜井輝秀             | 南海                 | 初                   |
| 内野手             | シピン             | 大洋               | 2                  | 内野手               | 基満男               | 太平洋               | 4                    |
|                    |                    |                    |                    | 内野手               | 大下剛史▲            | 日拓                 | 4                    |
| 外野手             | 末次民夫           | 巨人               | 2                  | 外野手               | 長池徳二             | 阪急                 | 7                    |
| 外野手             | 高田繁             | 巨人               | 6                  | 外野手               | 長谷川一夫           | ロッテ               | 初                   |
| 外野手             | 柴田勲             | 巨人               | 9                  | 外野手               | 福本豊               | 阪急                 | 3                    |
| 外野手             | 池田祥浩           | 阪神               | 2                  | 外野手               | 土井正博             | 近鉄                 | 10                   |
| 外野手             | 若松勉             | ヤクルト           | 2                  | 外野手               | 張本勲               | 日拓                 | 14                   |
| 外野手             | 江尻亮             | 大洋               | 2                  | 外野手               | アルトマン           | ロッテ               | 4                    |
| 外野手             | 山本浩司           | 広島               | 初                 | 外野手               | ビュフォード         | 太平洋               | 初                   |

- 太字はファン投票で選ばれた選手。▲は出場辞退選手発生による補充選手。

## 試合結果

### 第1戦
|      | 1 | 2 | 3 | 4 | 5 | 6 | 7 | 8 | 9 | R | H  | E |
| ---- | - | - | - | - | - | - | - | - | - | - | -- | - |
| 全パ | 0 | 2 | 0 | 1 | 0 | 0 | 0 | 0 | 0 | 3 | 6  | 1 |
| 全セ | 0 | 0 | 0 | 4 | 0 | 0 | 1 | 4 | X | 9 | 10 | 1 |

1. パ：成田（ロ）、●鈴木啓（近）、木樽（ロ）、田中（太）、太田（近）-野村（南）
2. セ：松岡（ヤ）、○高橋一（巨）、堀内（巨）、安田（ヤ）、平松（洋）-田淵（神）、伊藤（洋）
3. 勝利：高橋一（1勝）
4. 敗戦：鈴木啓（1敗）
5. 本塁打
セ：高田（巨）1号（ソロ・鈴木啓）
6. 審判
［球審］松橋（セ）
［塁審］道仏（パ）・富沢（セ）・加藤（パ）
［外審］福井（セ）・寺本（パ）
7. 試合時間：2時間27分

#### オーダー
| パシフィック | パシフィック | パシフィック |
| 打順         | 守備         | 選手         |
| ------------ | ------------ | ------------ |
| 1            | [中]         | 福本豊       |
| 2            | [一]         | 加藤秀司     |
| 3            | [左]         | 張本勲       |
| 4            | [右]         | 長池徳二     |
| 5            | [捕]         | 野村克也     |
| 6            | [三]         | 有藤通世     |
| 7            | [遊]         | 大下剛史     |
| 8            | [二]         | 山崎裕之     |
| 9            | [投]         | 成田文男     |

| セントラル | セントラル | セントラル |
| 打順       | 守備       | 選手       |
| ---------- | ---------- | ---------- |
| 1          | [二]       | 高木守道   |
| 2          | [左]       | 高田繁     |
| 3          | [一]       | 王貞治     |
| 4          | [三]       | 長嶋茂雄   |
| 5          | [捕]       | 田淵幸一   |
| 6          | [遊]       | 藤田平     |
| 7          | [中]       | 山本浩二   |
| 8          | [右]       | 池田祥浩   |
| 9          | [投]       | 松岡弘     |

### 第2戦
7月22日 大阪球場 開始19：01（試合時間：2時間3分） 観衆数/27,565人
|      | 1 | 2 | 3 | 4 | 5 | 6 | 7 | 8 | 9 | R | H | E |
| ---- | - | - | - | - | - | - | - | - | - | - | - | - |
| 全セ | 0 | 0 | 0 | 0 | 0 | 0 | 0 | 0 | 0 | 0 | 3 | 1 |
| 全パ | 1 | 0 | 0 | 0 | 0 | 0 | 0 | 0 | X | 1 | 6 | 3 |

1. セ：●上田二（神）、佐伯（広）、江夏（神）、渋谷幸（中）、稲葉（中）-田淵
2. パ：○山内新（南）、西岡（南）、米田（急）、東尾（太）-野村
3. 勝利：山内新（1勝）
4. 敗戦：上田二（1敗）
5. 審判
［球審］田川（パ）
［塁審］福井（セ）・加藤（パ）・富沢（セ）
［外審］寺本（パ）・谷村（セ）
6. 試合時間：2時間3分

#### オーダー
| セントラル | セントラル | セントラル |
| 打順       | 守備       | 選手       |
| ---------- | ---------- | ---------- |
| 1          | [右]       | 若松勉     |
| 2          | [左]       | 高田繁     |
| 3          | [一]       | 王貞治     |
| 4          | [三]       | 長嶋茂雄   |
| 5          | [二]       | シピン     |
| 6          | [捕]       | 田淵幸一   |
| 7          | [遊]       | 藤田平     |
| 8          | [投]       | 上田二朗   |
| 9          | [中]       | 柴田勲     |

| パシフィック | パシフィック | パシフィック |
| 打順         | 守備         | 選手         |
| ------------ | ------------ | ------------ |
| 1            | [中]         | 福本豊       |
| 2            | [二]         | 桜井輝秀     |
| 3            | [右]         | 長池徳二     |
| 4            | [捕]         | 野村克也     |
| 5            | [左]         | 土井正博     |
| 6            | [一]         | 加藤秀司     |
| 7            | [三]         | 有藤通世     |
| 8            | [遊]         | 大橋穣       |
| 9            | [投]         | 山内新一     |

### 第3戦
|      | 1 | 2 | 3 | 4 | 5 | 6 | 7 | 8 | 9  | R | H | E |
| ---- | - | - | - | - | - | - | - | - | -- | - | - | - |
| 全セ | 1 | 0 | 0 | 0 | 0 | 0 | 0 | 0 | 0  | 1 | 4 | 0 |
| 全パ | 0 | 0 | 0 | 1 | 0 | 0 | 0 | 0 | 1X | 2 | 6 | 1 |

1. セ：稲葉、上田二、渋谷幸、佐伯、江夏、松岡、堀内、●安田-田淵
2. パ：加藤初（太）、東尾、鈴木啓、○田中-宮寺（太）、野村
3. 勝利：田中（1勝）
4. 敗戦：安田（1敗）
5. 本塁打
セ：若松1号（初回先頭打者ソロ・加藤初）
6. 審判
［球審］谷村（セ）
［塁審］寺本（パ）・松橋（セ）・道仏（パ）
［外審］福井（セ）・田川（パ）
7. 試合時間：2時間13分

#### オーダー
| パシフィック | パシフィック | パシフィック |
| 打順         | 守備         | 選手         |
| ------------ | ------------ | ------------ |
| 1            | [右]         | 若松勉       |
| 2            | [中]         | 柴田勲       |
| 3            | [一]         | 王貞治       |
| 4            | [三]         | 長嶋茂雄     |
| 5            | [捕]         | 田淵幸一     |
| 6            | [遊]         | 藤田平       |
| 7            | [左]         | 谷沢健一     |
| 8            | [投]         | 稲葉光雄     |
| 9            | [二]         | 高木守道     |

| パシフィック | パシフィック | パシフィック |
| 打順         | 守備         | 選手         |
| ------------ | ------------ | ------------ |
| 1            | [中]         | 福本豊       |
| 2            | [遊]         | 大下剛史     |
| 3            | [右]         | 長池徳二     |
| 4            | [左]         | 張本勲       |
| 5            | [一]         | アルトマン   |
| 6            | [二]         | 基満男       |
| 7            | [三]         | 有藤通世     |
| 8            | [捕]         | 宮寺勝利     |
| 9            | [投]         | 加藤初       |

## テレビ・ラジオ中継

### テレビ中継
- 第1戦:7月21日
  - NHK総合 実況：岡田実 解説：鶴岡一人 ゲスト解説：小山正明（大洋）
  - 日本テレビ 実況：越智正典 解説：村山実 ゲスト解説：稲尾和久（太平洋監督）
    - 通常、神宮球場からの中継は主管球団のヤクルトと資本関係があり、かつ優先的に放映権を保有しているフジテレビか、この当時に他球団主催との放映権交換によって恒常的に中継していたNHK・TBS・NETテレビ・東京12チャンネルのいずれかに放映権が与えられるが、この試合に関してはNHKとの並列ながら日本テレビが放映権を獲得した。なお、優勝決定などの重要な試合で、かつ前記各局が編成上どうしても放送できない場合には、散発的にフジテレビから譲渡される形で日本テレビがサンケイ～ヤクルト主催試合を放送した例があった（1965年10月14日の対巨人戦＝雨天中止＝など）。
    - 放送枠は19:00 - 21:25であり、19:00の『隆一まんが劇場 おんぶおばけ』（よみうりテレビ制作）、19:30の『シャボン玉サタデー』、21:00の『夫婦日記』が休止、20:00の『全日本プロレス中継』は23:45 - 0:40へ繰下げて録画放送となった。なお『シャボン玉サタデー』は牛乳石鹸共進社の一社提供番組だが、過去日本テレビ系列の牛乳石鹸提供番組（『シャボン玉ホリデー』など）は一回も休止しなかったので、これが初のケースとなる。
    - この試合から名古屋での日テレ発の放送は中京テレビ放送のネット受けになる。
- 第2戦:7月22日
  - よみうりテレビ≪日本テレビ系列≫ 実況：佐藤忠功 解説：金田正一（ロッテ監督） ゲスト解説：稲尾和久 ゲスト：西川和孝一家、山本直純一家（山本正美、山本純ノ介、山本佑ノ介）、柴田国明、立川談志、由美かおる
    - 金田は、当時現職の監督ながらゲスト解説扱いでなく解説者扱いで出演した（前年まで日本テレビ系列の解説者だった）。

  - 朝日放送≪TBS系列≫ 実況：因田宏紀 ゲスト解説：尾崎将司（プロゴルファー・元西鉄） ゲスト：藤田まこと
- 第3戦：7月24日
  - 九州朝日放送≪NET（現・テレビ朝日）系列≫ 実況：榎本猛（セ・リーグ攻撃時）、泉健志（パ・リーグ攻撃時） 解説：林義一（セ）、西村貞朗（パ） ゲスト解説：三原脩（ヤクルト監督/セ）、稲尾和久（パ） リポーター：山東昭子、松林尚
    - この試合から名古屋でのNET発の放送は名古屋放送のネット受けになる。
    - 広島ホームテレビは、当時フジテレビ系列とのクロスネット局だった広島テレビの編成から外れた日本テレビ系列の番組（『ナブ号の世界動物探検』を遅れネット、『火曜スペシャル』を同時ネット）を編成していたため放送されなかった（出典：同日の中国新聞朝刊、テレビ・ラジオ欄）。

### ラジオ中継
- 第1戦:7月21日
  - NHKラジオ第1 実況：鈴木文彌 解説：小西得郎、加藤進
  - TBSラジオ（JRN） 実況：渡辺謙太郎、石井智 ゲスト解説：土橋正幸（日拓コーチ 後半戦開始前に監督就任）、牧野茂（巨人コーチ）
  - 文化放送（NRN） 実況：月岡逸弥 解説：城之内邦雄、荒川博、別所毅彦
  - ニッポン放送 解説：関根潤三、豊田泰光
  - ラジオ関東（現・ラジオ日本）（独立系） 解説：宮田征典、大沢啓二、広岡達朗
  - ラジオ大阪 実況：渡辺剛夫 ゲスト：南海太郎
- 第2戦:7月22日
  - NHKラジオ第1 実況：岩本修 解説：小西得郎、鶴岡一人
  - TBSラジオ（JRN/朝日放送製作） 実況：植草貞夫、黒田昭夫、中村哲夫 解説：根本陸夫、花井悠、皆川睦雄
  - 文化放送 解説：城之内邦雄、荒川博
  - ニッポン放送（NRN/毎日放送製作） 実況：高木良三 解説：杉浦忠
  - ラジオ関東（独立系/近畿放送協力） 解説：笠原和夫
  - ラジオ大阪 実況：永田勉 ゲスト解説：村上雅則（南海） ゲスト：南海太郎
- 第3戦:7月24日
  - NHKラジオ第1 実況：羽佐間正雄 解説：鶴岡一人、加藤進
  - TBSラジオ（JRN/RKB毎日放送製作） 実況：隈部崇之 解説：水原茂、簑原宏
  - ニッポン放送（NRN） 実況：深澤弘、池田アナウンサー(KBC) 解説：豊田泰光、河合保彦
  - ラジオ関東（独立系） 解説：大沢啓二